# Catalina Martin-Chico
Catalina Martin-Chico (Madrid, 1969) es una fotoperiodista hispanofrancesa especializada en Oriente Medio.

## Biografía
Martin-Chico nació en Madrid pero con sus padres se transladó a Francia a la edad de 13 años.Terminó los estudios de fotografía en el año 2008 en el Centro Internacional de Fotografía de Nueva York y ha documentado Oriente Medio durante 8 años. Su primer trabajo en el fotoperiodismo fue el año 2007 con un viaje al Yemen donde cubrió la revolución de ese país. Se expuso como Premier km2 de liberté: place du Changement, Sanaa, Yémen.
A través de su arte, evoca notablemente temas y conflictos sociales en Francia y en el extranjero. Su trabajo se publica en la prensa francesa y extranjera (Le Monde, GEO, Der Spiegel, New York Times, Marie-Claire, ELLE, Le Figaro, L’Obs, etc.). Obtuvo la beca Photoreporter de Saint-Brieuc para informar sobre la isla de Saint Martin en 2013. En 2016, organizó una exposición sobre los últimos nómadas de Irán. En 2017, su trabajo Le monde suspendu des Amish (The Hanging World of the Amish) evoca las vidas de los miembros de la comunidad religiosa amish, anabautistas rigurosos que viven separados de toda la modernidad en los estados de Pensilvania e Indiana. Este trabajo lo expuso en la primera edición del Festival Les femmes s'exposent en Houlgate, Normandia.
En 2019 por su reportaje Colombia (Re)Birth fue nominada al World Press Photo del Año y consiguió el segundo premio en el apartado de Reportajes Gráficos en Temas Contemporáneos. Ganó del premio de Fotoperiodista Femenina Canon 2017 por su proyecto sobre excombatientes de las FARC en Colombia. En sus imágenes explora el proceso de paz y el renacimiento de la nación a través del correspondiente aumento de los embarazos entre las antiguas combatientes rebeldes, a las que se les prohibió tener hijos durante los 53 años de insurgencia de las FARC. 300 antiguas combatientes se han quedado embarazadas.
Su trabajo se exhibe en la edición 2018 del Festival Visa pour l'Image. Expone también desde hace 15 años en el Festival de Fotografía de La Gacilly en Morbihan (Francia). Recibió el Visa d'Or Humanitaire del CICR (Comité Internacional de la Cruz Roja) y el trabajo se exhibió en el International Festival of Photojournalism, Visa pour l'image por su participación en cubrir la revolución en el Yemen.

## Premios
- Premio a la Mujer Fotoperiodista Canon, 2017, en el Festival Visa pour l'image en Perpignan.